# Adonis microcarpa
Adonis microcarpa är en ranunkelväxtart som beskrevs av Dc.. Adonis microcarpa ingår i släktet adonisar, och familjen ranunkelväxter. Inga underarter finns listade i Catalogue of Life.

## Bildgalleri

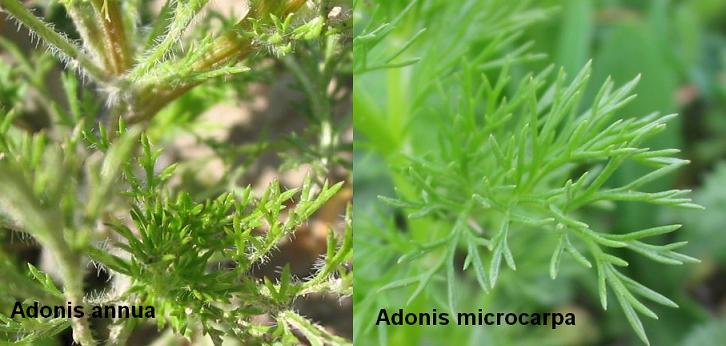
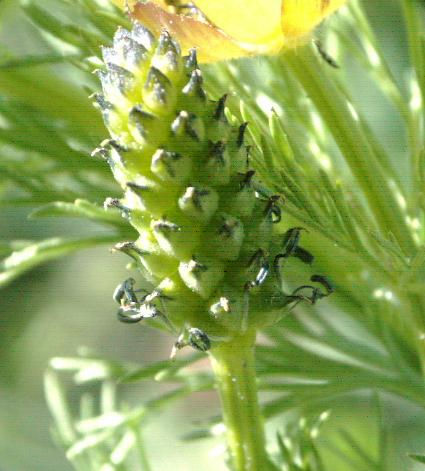
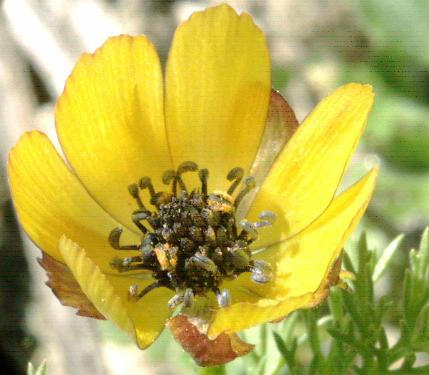
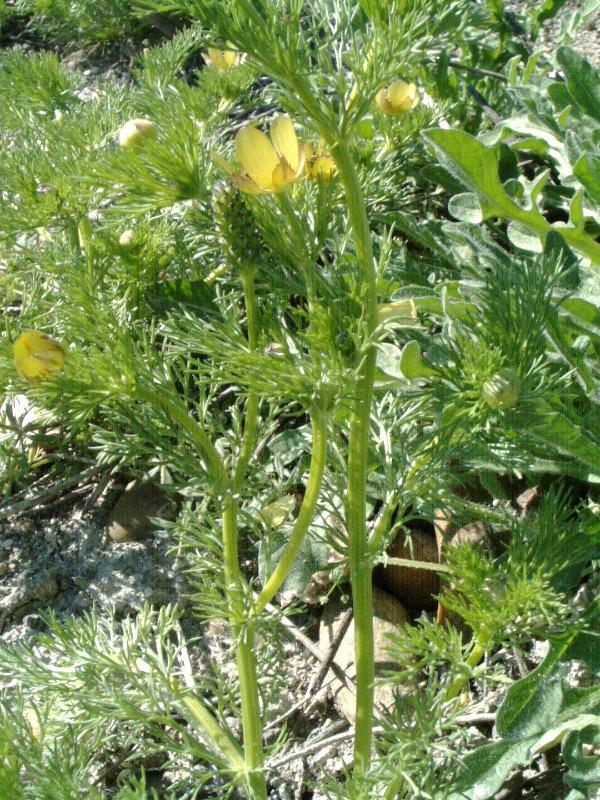
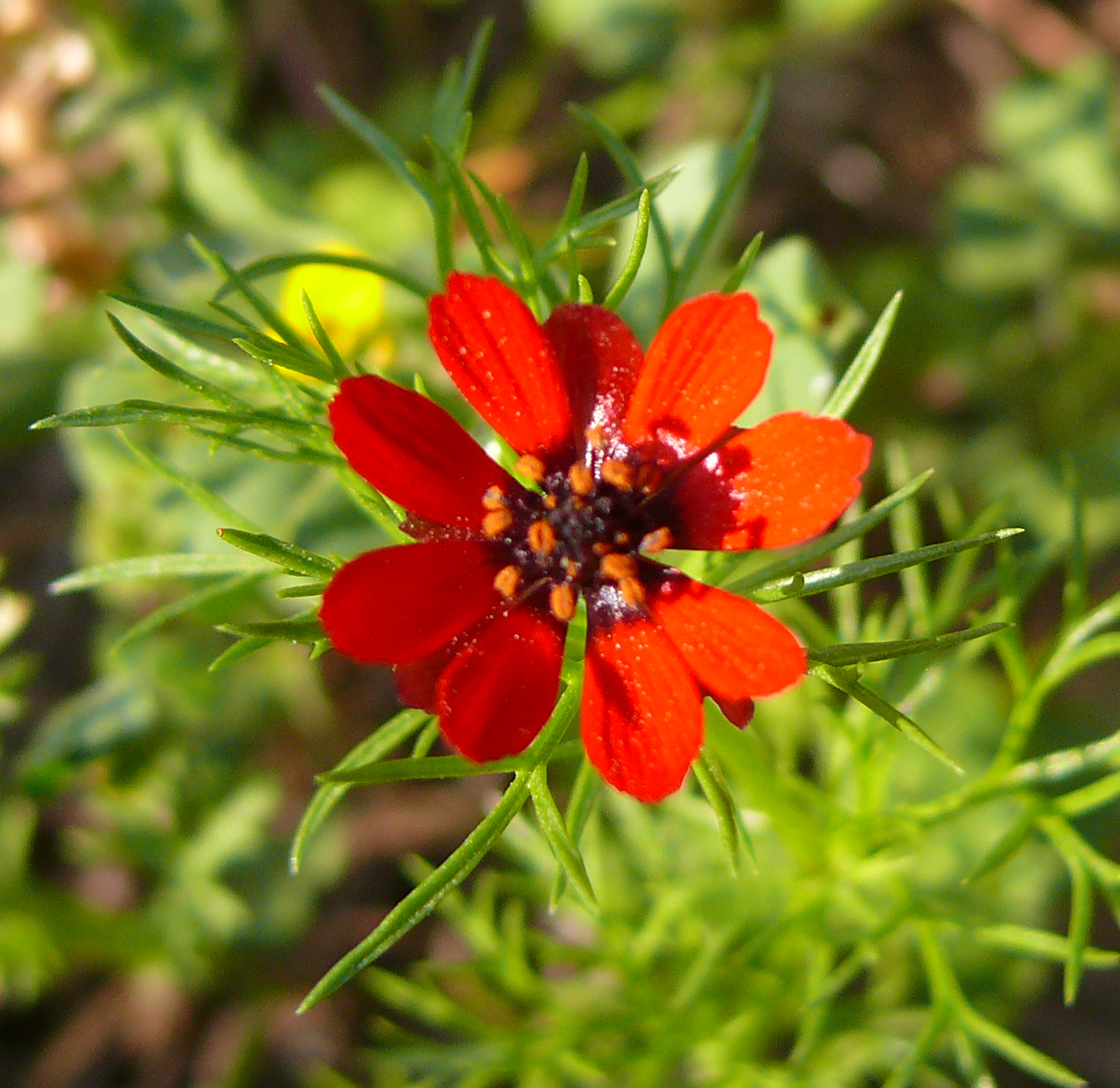